# Lanfranco Caretti
Lanfranco Caretti (* 3. Juli 1915 in Ferrara; † 4. November 1995 in Florenz) war ein italienischer Philologe und Literaturkritiker.

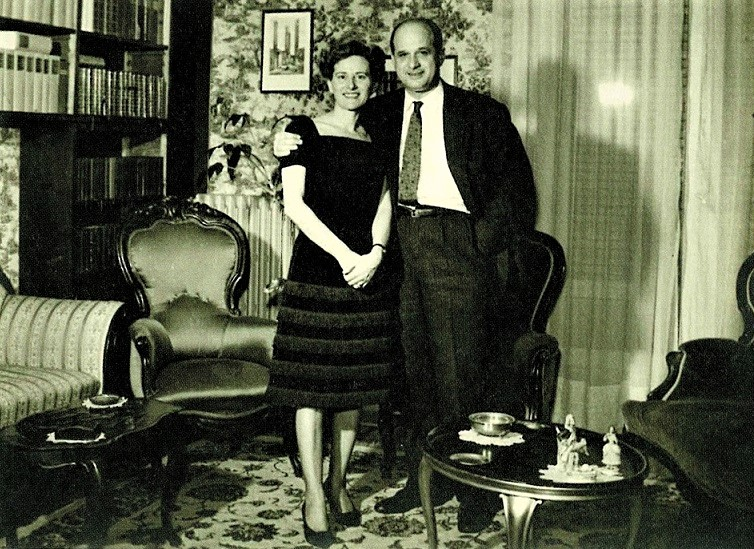
Vittorina und Lanfranco Caretti

## Leben
Er machte sein Abitur am Regio Liceo Ginnasio „L. Ariosto“ in Ferrara und schloss sein Literaturstudium an der Universität Bologna ab. Er widmete sich einer intensiven Forschungstätigkeit, die ihm den Lehrstuhl für italienische Literatur an der Universität Pavia einbrachte. Sein Engagement als Dozent setzte er ab 1964 an der Universität Florenz fort. Seine kritische Methode, in der Philologie und Geschichte rigoros zusammentreffen, zeichnet sich vor allem durch die Variantenkunde aus, d. h. die Untersuchung des Werks eines Schriftstellers anhand von Korrekturen oder Änderungen, die sich aus Handschriften und verschiedenen Ausgaben ergeben.
Caretti widmete seine höchst interessante Studien dem humanistisch-renaissancezeitlichen Umfeld des Hofes der Este, dies zeigen die Aufsätze und Ausgaben, die den beiden großen Dichtern der Zeit, Ariosto und Tasso, gewidmet sind.
Viele Aufsätze waren dem philologischen und kritischen Studium der Werke klassischer Autoren gewidmet, von Dante bis Manzoni, von Giuseppe Parini bis Vittorio Alfieri. Außerdem gibt es Studien über die zeitgenössischen Dichter Eugenio Montale, Sergio Solmi und Vittorio Sereni.
Eines der wichtigsten kulturellen Archive zur Literatur des 20. Jahrhunderts ist die Bibliothek und der Nachlass von Lanfranco Caretti, die sich in der Biblioteca Comunale Ariostea befinden. Vor seinem Tod vereinbarte Caretti, alle seine Bücher der Ariostea zu hinterlassen. Ab 2000 begannen seine drei Söhne auch mit der Übergabe des Archivs, das aus Familiendokumenten, Studien- und Arbeitsunterlagen, Briefen und Fotos besteht.

## Werke

### Abhandlungen

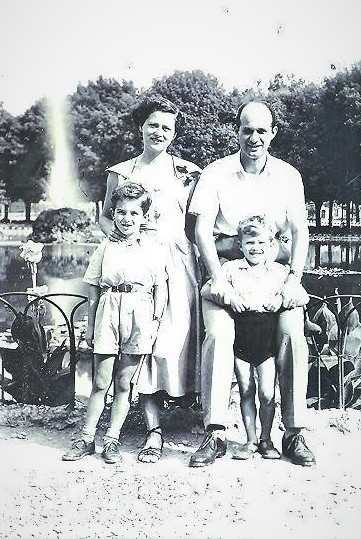
Caretti mit seiner Frau Vittorina und zwei seiner drei Kinder in Florenz im Jahr 1951

- Studi sulle rime del Tasso, Edizioni di storia e letteratura, Rom, 1950
- Saggi sul Sacchetti, Laterza, Bari, 1951
- Studi e ricerche di letteratura italiana, La Nuova Italia, Florenz, 1951
- Parini e la critica: storia e antologia della critica, Silva,[s.l.], 1953
- Ariosto e Tasso, Einaudi, Turin, 1961
- Filologia e critica (Aufsatz, der einer angesehenen Zeitschrift ihren Namen gab), Ricciardi, Milano-Napoli, 1955
- Dante, Manzoni e altri studi, Ricciardi, Mailand-Neapel, 1964
- Manzoni. Ideologia e stile, Einaudi, Turin, 1972
- Lingua e sport, Vallecchi, Florenz, 1973
- Antichi e moderni. Studi di letteratura italiana, Einaudi, Turin, 1976
- Sul Novecento, Nistri-Lischi, Pisa 1976
- Manzoni. Guida storica e critica, Laterza, Rom-Bari, 1976
- Montale e altri, Morano, Neapel, 1987
- Foscolo. Persuasione e retorica, Nistri-Lischi, Pisa, 1996
- Studi sulle lettere alfieriane, Mucchi, Modena, 1999

### Kritische Ausgaben
- Giuseppe Parini, Le Odi, Ricciardi, Mailand-Neapel, 1951
- Ludovico Ariosto, Orlando Furioso, Ricciardi, Mailand-Neapel, 1954
- Vittorio Alfieri, Epistolario, 1963 und 1981
- Torquato Tasso, Gerusalemme Liberata, Laterza, Bari, 1967
- Alessandro Manzoni, Liriche e tragedie, Mursia, Mailand, 1967
- Alessandro Manzoni, I promessi sposi, Einaudi, Turin, 1971
- Ludovico Ariosto, Cinque canti, Einaudi, Turin, 1977